# Высокий, смуглый и красивый

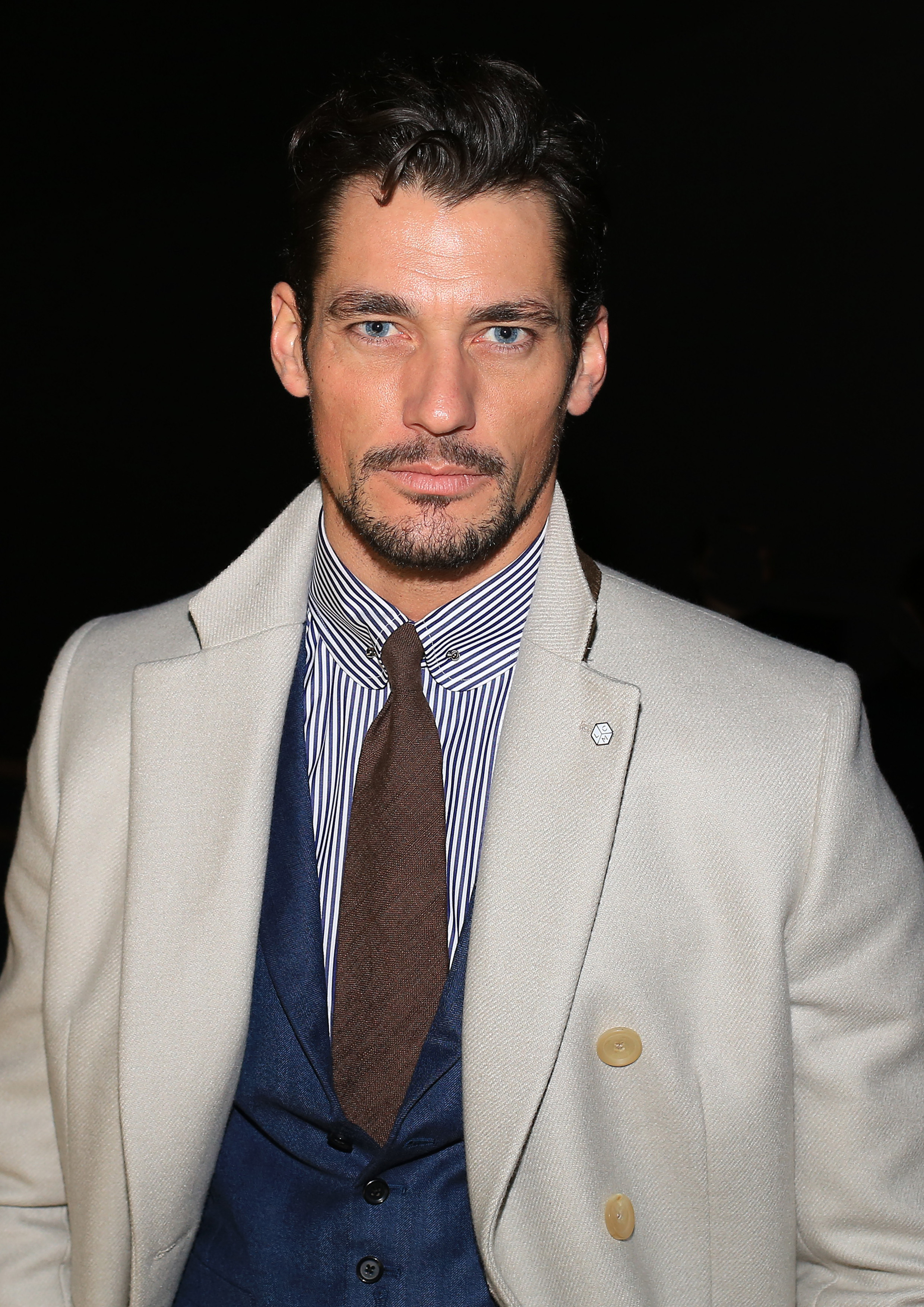
Такие СМИ, как Vogue и GQ, часто называют Дэвида Ганди высоким, смуглый и красивым.

«Высокий, смуглый и красивый» (англ. tall, dark and handsome) — англоязычная триада эпитетов, относящаяся к привлекательному мужчине, которую можно часто встретить в романтических романах, ориентированных на женщин.
В 1920-е годы это клише использовалось для описания внешности «звезды» немых фильмов Рудольфа Валентино. В 2010-х индийские СМИ стали использовать триаду эпитетов в применении к актёрам Болливуда — таким, как Ранвир Сингх, Рандип Худа и Арджун Капур. Манекенщика Дэвида Ганди в англоязычных СМИ часто называют высоким, смуглым и красивым.
Дэвид Путс — адъюнкт-профессор антропологии Пенсильванского государственного университета, изучавший эволюционные основы человеческой сексуальности. В 2017 году его спросили, является ли «высокий, смуглый и красивый» привлекательным для всех женщин, на что он ответил, что проведённых исследований недостаточно для обоснованного ответа на этот вопрос.